# Hicks-Gleichung
Die Hicks-Gleichung (auch Bragg-Hawthorne-Gleichung oder Squire-Long-Gleichung) beschreibt in der Fluiddynamik, einem Teilgebiet der Physik, die Stromfunktion einer rotationssymmetrischen und nicht viskosen Flüssigkeit. Mathematisch ist diese von der gleichen Form wie die Grad-Shafranov-Gleichung in der Plasmaphysik. Erstmals hergeleitet und benannt wurde die Gleichung im Jahr 1898 vom britischen Mathematiker und Physiker William Mitchinson Hicks. Eine erneute Herleitung geschah im Jahr 1950 durch Stephen Bragg und William Hawthorne, im Jahr 1953 durch Robert R. Long und im Jahr 1959 durch Herbert Squire. Eine vereinfachte Version ohne Wirbel wurde bereits im Jahr 1842 vom irischen Mathematiker und Physiker George Gabriel Stokes hergeleitet.

## Formulierung
In Zylinderkoordinaten {\displaystyle (r,\vartheta ,z)} mit Geschwindigkeitskomponenten {\displaystyle (v_{r},v_{\vartheta },v_{z})} ist die Hicks-Gleichung für die Flussfunktion {\displaystyle \psi } mit der Bernoulli-Funktion {\displaystyle H(\psi )} und der Zirkulation {\displaystyle \Gamma (\psi )=rv_{\vartheta }} gegeben durch:
{\displaystyle {\frac {\partial ^{2}\psi }{\partial r^{2}}}-{\frac {1}{r}}{\frac {\partial \psi }{\partial r}}+{\frac {\partial ^{2}\psi }{\partial z^{2}}}=r^{2}{\frac {\mathrm {d} H}{\mathrm {d} \psi }}-{\frac {1}{2}}{\frac {\mathrm {d} \Gamma ^{2}}{\mathrm {d} \psi }}.}